# Václav Ambrož (historik)
Václav Ambrož (23. září 1892 České Budějovice – 19. dubna 1979 České Budějovice) byl odborný učitel, spisovatel a vlastivědný pracovník.

## Dílo
- Z minulosti Českých Budějovic: příručka k vlastivědě o Č. Budějovicích pro školy i lid. V Č. Budějovicích: Václav Ambrož, 1921. 85 s.
- Ze starých Českých Budějovic: sbírka pověstí a událostí města Českých Budějovic se stručným doprovodem dějepisným. Ilustrace Karel ČIHÁK. V Čes. Budějovicích: Nákladem administrace Stráže Lidu, 1921. 138 s.
- Průvodce Č. Budějovicemi a okolím. České Budějovice: Nákladem K. Ausobského, 1924. 47 s.
- Rudolfov: bývalé svobodné horní město císaře Rudolfa a českobudějovické doly. [S.l.]: Václav Ambrož, 1927. 188 s.
- Z minulosti Českých Budějovic: příručka k vlastivědě o Čes. Budějovicích. 2. přepracované vyd. V Č. Budějovicích: Nákladem Karla Ausobského, 1933. 101 s., [2] s. obr. příl.
- Chlapec: básně. V Čes. Budějovicích: Knihtiskárna St. Kocmouda, 1938. 42 s.
- Požár na Blatech: (David a Goliáš) : Román. 2. vyd. V Praze: A. Neubert, 1939. 161 s.
- Ambrožovy budějovické pověsti a povídky. Pelhřimov: Nová tiskárna Pelhřimov, 2003. 123 s.
- Začátek první světové války očima Václava Ambrože. In: Staré Budějovice. 2006, 2, s. 163-169.